# Coregonus fera
Coregonus fera is een endemisch soort houting die alleen in het Meer van Genève voorkwam. Deze houting of marene heette daar Féra.

## Beschrijving
Deze vis werd gemiddeld 55 cm lang. De rug was bruinachtig grijs met een gelige tint. De flanken waren groen- of blauwachtig. De vinnen kregen bij het ouder worden van de vis een roze tint. De kop had een geelgroene kleur met een bleke stippels, die op bij oudere vissen een meer intense kleuring kregen. 's Zomers voedde de féra zich met insecten, 's winters trok de vis naar dieper water en leefde van zoöplankton.

## Taxonomie
Deze houtingsoort werd in 1825 beschreven, maar later weer beschouwd als ondersoort van Coregonus maraena. In 1950 werd C. fera gebruikt voor zowel de houtingen uit het Meer van Genève als het Bodenmeer. In 1997 werden de beschrijvingen van het geslacht Coregonus door Kottelat geheel herzien, waarbij de naam C. fera exclusief werd bestemd voor een uitgestorven soort die alleen voorkwam in het Meer van Genève.
De IUCN heeft deze opvatting overgenomen.

## Relatie tot de mens
C. fera vormde samen met C. hiemalis in 1890 de belangrijkste door beroepsvissers gevangen vissen (68 procent van de vangsten). Door sterke eutrofiëring van het meer en door de introductie van houtingsoorten uit andere gebieden (waarbij hybridisatie optrad), werd de vis al in de jaren 1920 zeldzaam. Uit de jaren 1950 zijn nauwelijks nog gedocumenteerde vangsten bekend.
De naam féra wordt nog steeds gebruikt voor een in het Meer van Genève gevangen houtingsoort en verschijnt als zodanig op vismenukaarten. Dit zijn echter nakomelingen van geïntroduceerde houtingsoorten die behoren tot de soort Coregonus palaea.